# Палата государственных имуществ
В 1838 году в при Министерстве государственных имуществ Российской империи были учреждены особые палаты государственных имуществ, сначала в виде опыта в четырёх губерниях. В 1843 году учреждены ещё 43 палаты государственных имуществ. 
В ведении палат состояли 280 окружных, 1308 волостных и 5860 сельских управлений. Взамен трех департаментов государственных имуществ были постепенно учреждены: в 1843 году — лесной департамент, в 1845 году — департамент сельского хозяйства, преобразованный в 1866 году в департамент земледелия и сельской промышленности, в 1866 году — временный отдел по поземельному устройству государственных крестьян. 
В 1866 году палаты государственных имуществ преобразованы в управления государственными имуществами для ближайшего заведования казенными оброчными статьями, землями и лесами и для поземельного устройства крестьян.